# Dirección General de Seguridad Exterior
La Dirección General de Seguridad Exterior (en francés: Direction générale de la Sécurité extérieure) es la agencia de inteligencia exterior de la República francesa, formada el 2 de abril de 1982 para reemplazar al ex servicio de documentación exterior y de contraespionaje (Service de documentation extérieure et de contre-espionnage) (SDECE). Su lema es Partout où nécessité fait loi (En todo lugar donde necesidad hace ley).

## Organización

### Status Oficial

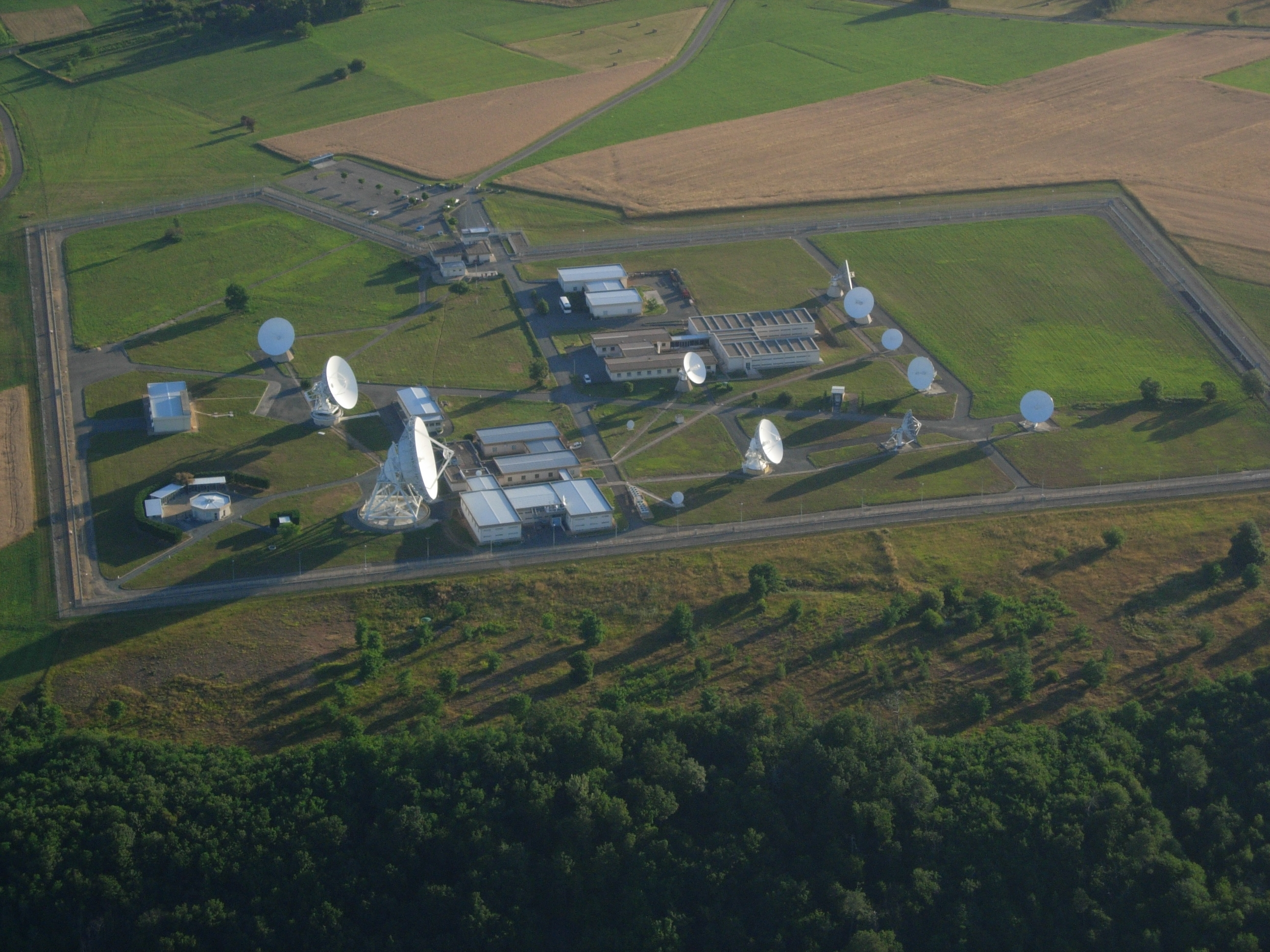
Domme, Périgord

La DGSE fue formada bajo la autoridad del Ministerio de Defensa francés y hecha para la responsabilidad de la búsqueda y de la explotación de inteligencia, lo cual es relevante para la seguridad de Francia, así como detectar y encontrar actividades de espionaje externo contra los intereses franceses para prevenir sus consecuencias.

### Divisiones
La DGSE dispone los siguientes departamentos:
- Dirección de administración.
- Dirección de estrategia.
- Dirección de inteligencia.
- División Técnica - Responsable por la inteligencia electrónica y de dispositivos.
- División de Operaciones - Responsable de las operaciones Clandestinas.
  - División de Acción - Subdivisión de operaciones.

### Instalaciones
Los cuarteles de la DGSE o con código clave CAT (Centre Administratif des Tourelles), están localizados en el 141 Boulevard Mortier en el XXe arrondissement en París, aproximadamente un kilómetro al noreste del Cementerio de Père-Lachaise. El edificio es comúnmente referido como La piscine ("la piscina") porque están cercanas las piscinas de Tourelles (Piscine des Tourelles) de la federación francesa de natación.

### Tamaño e Importancia
- Desde el 2007 la DGSE empleó un total de 4620 agentes. En 1999 fue conocida por emplear a un total de 2700 civiles y 1300 oficiales o suboficiales a su servicio.

- También beneficia a un número desconocido de corresponsales voluntarios en Francia y en el extranjero. Estos no aparecen en la lista de servidores del gobierno y son referidos con el título de "corresponsal honorable" (Honorable correspondant).

- La DGSE es directamente supervisada por el Ministerio de defensa.

### Presupuesto
El presupuesto de la DGSE es completamente oficial (votado y aceptado por el parlamento francés). Generalmente consiste de 270 millones de euros, al cual se añaden también fondos especiales del primer ministro (a veces usados al objeto de financiar algunas operaciones en la división de acción). Lo que estos fondos especiales gastan siempre ha permanecido confidencial.
Algunos presupuestos anuales conocidos incluyen:
- 1991: 0,9 billones de francos
- 1992: 1 billones de francos
- 1997: 1,36 billones de francos
- 1998: 1,29 billones de francos
- 2007: 450 millones de euros, más 36 millones en fondos especiales

De acuerdo con Claude Silberzahn, uno de sus exdirectores, el presupuesto de la agencia es dividido de la siguiente manera:
- 25% para inteligencia militar
- 25% para inteligencia económica
- 50% para inteligencia diplomática

### Directores
- Pierre Marion, 17 de junio de 1981 - 10 de noviembre de 1982
- Almirante Pierre Lacoste, 10 de noviembre de 1982 - 19 de septiembre de 1985
- General René Imbot, 20 de septiembre de 1985 - 1 de diciembre de 1987
- General François Mermet, 2 de diciembre de 1987 - 23 de marzo de 1989
- Claude Silberzahn, 23 de marzo de 1989 - 7 de junio de 1993
- Jacques Dewatre, 7 de junio de 1993 - 19 de diciembre de 1999
- Jean-Claude Cousseran, 19 de diciembre de 1999 - 24 de julio de 2002
- Pierre Brochand, 24 de julio de 2002 - 10 de octubre de 2008
- Erard Corbin de Mangoux, 10 de octubre de 2008 -

## Actividades
Varias tareas y papeles son generalmente asignados a la DGSE:
- Recopilación de inteligencia 
  - HUMINT: a través de agentes formales y corresponsales voluntarios
  - SIGINT: a través de redes como la Frenchelon
  - Análisis de imágenes espaciales
- Apoyo a la HUMINT
- Operaciones especiales: con la ayuda de 13er regimiento paracaidista de Dragoon
- La Contrainteligencia en suelo francés no es manejado por la DGSE sino por la Dirección de la vigilancia del Territorio (Direction de la Surveillance du Territoire) (DST) que se llama hoy dirección central de la información interior (DCRI desde julio de 2008) .

## Logotipo
En 2012 la DGSE inaugura un nuevo logo. El logotipo simboliza un carácter soberano y la misión de la DGSE.

## Operaciones Conocidas
- Anunció la guerra de Yom Kipur en 1973
- Anunció la invasión soviética de Afganistán en diciembre de 1979
- En la operación barracuda, llevaron a cabo un golpe de Estado en contra del emperador Jean-Bédel Bokassa en la República Centroafricana en septiembre de 1979 e instaló un gobierno pro-francés.
- en 1977 y 1980, soldados Libios actuaron como agentes de la DGSE e hicieron el intento de deponer al líder libio Muammar al-Gaddafi.
- Trabajando con la dirección de vigilancia del territorio (DST) a principios de los 80, explotaron la fuente "Farewell" (o despedida en inglés) revelaron la red tecnológica de espionaje más extensa desenmascarada en Europa y de los Estados Unidos hasta la fecha, esta red de espionaje había permitido a la extinta Unión Soviética de recoger significantes cantidades de información sobre avances técnicos en occidente sin el conocimiento de agencias de inteligencia de occidente.
- Explotaron la red "nicobar" la cual facilitó la venta de Francia a la India de 43 jets Mirage 2000 y de la adquisición de información sobre el tipo de armadura usada en los tanques soviéticos T-72
- Operación Satanic: una misión con el objetivo de prevenir protestas de Greenpeace contra las pruebas nucleares en el pacífico a través del hundimiento del "rainbow Warrior" en Auckland, Nueva Zelanda el 10 de julio de 1985. La policía neozelandesa descubrió la conspiración y arrestó a dos agentes de la DGSE que fueron declarados culpables del homicidio sin premeditación de un periodista que se ahogó en el hundimiento (y de incendio provocado, por volar la nave). Las relaciones públicas francesas con Nueva Zelanda fueron frías y estresantes, y el incidente tuvo un mayor impacto con la policía extranjera en Nueva Zelanda. Fuera de Francia, muchos consideraron la operación como un ataque terrorista.
- Un general de la DGSE se dirige a la Alliance Base a una junta del CTIC fue puesta en París en cooperación con la CIA y otras agencias de inteligencia. La Alliance Base es conocida por estar involucrada en el arresto de Christian Ganczarski.
- El personal de la DGSE fue parte de un equipo que arregló la liberación del periodista francés Florence Aubenas, que fue rehén por 5 meses en Irak en el día de 12 de junio de 2005.
- De acuerdo con el diario francés L'Est Républicain, la DGSE reportó el 21 de septiembre de 2006 al presidente francés Jacques Chirac que Osama bin Laden había muerto en Pakistán el 23 de agosto de 2006, después de contraer tifoidea.
- En 2021 estalla el caso de los barbouzes de la DGSE.

## Agentes conocidos
- Philippe de Dieuleveult, un supuesto agente de la DGSE que desapareció misteriosamente durante una expedición en Zaire en 1985
- Gérard Royal, un exagente de la DGSE acusado del bombardeo de Rainbow Warrior y hermano de la candidata a la presidencia francesa Ségolène Royal.
- Alain Mafart y Dominique Prieur, dos oficiales que tomaron parte del hundimiento del "Rainbow Warrior" y que fueron arrestados por la policía de Nueva Zelanda. Mafart hoy en día es un fotógrafo de animales
- Pierre Martinet, un exagente de la DGSE